# Cyclostrema huesonicum
Cyclostrema huesonicum là một loài ốc biển, là động vật thân mềm chân bụng sống ở biển thuộc họ Liotiidae.